# Krum Bibișkov
Krum Bibișkov (n. 2 septembrie 1982, Blagoevgrad, Republica Populară Bulgaria) este un fotbalist bulgar retras din activitate, care a jucat pe post de atacant la echipe ca Marek Dupnița⁠(d), Levski Sofia și Marítimo. După încheierea carierei, a devenit antrenor, și antrenează în prezent pe SC Real Mississauga[*]. În toamna anului 2009 a fost sub contract cu Steaua București pentru care a jucat un singur meci în Liga I.
Între 2000 și 2003 Bibișkov a evoluat pentru echipa națională de tineret a Bulgariei. Pentru Bulgaria U21 a jucat un total de 21 meciuri, marcînd 4 goluri.
Pentru naționala Bulgariei, Bibișkov a fost convocat o singură dată.

## Titluri
| Sezon     | Club         | Titlu          |
| --------- | ------------ | -------------- |
| 2007-2008 | Litex Loveci | Cupa Bulgariei |
| 2008-2009 | Litex Loveci | Cupa Bulgariei |